# Pseudohydromys eleanorae
Chuột Laurie (Danh pháp khoa học: Pseudohydromys eleanorae) là một loài chuột trong chi Pseudohydromys thuộc họ chuột Muridae, chúng là loài đặc hữu của Papua New Guinea. Loài chuột này lần đầu tiên được mô tả vào năm 2009. 

## Đặc điểm
Loài chuột này sống trên núi cao, chúng được tìm thấy trong độ cao khoảng từ 2.740 đến 3.050m ở dãy núi Bismarck và Hagen của tỉnh Chimbu, Papua New Guinea. Pseudohydromys eleanorae là một loài gặm nhấm cỡ nhỏ có chiều dài từ đầu đến thân cỡ khoảng từ 94 đến 103mm và chiều dài đuôi từ 89 đến 92 mm.
Hinh dáng bên ngoài của nó tương tự như của Pseudohydromys murinus nhưng có một số đặc điểm phân biệt. Lông của chúng ngắn và dày. Phần trên và bụng có màu xám. Phần lưng của chân được phủ bằng những sợi lông bạc nhỏ. Nó có râu ngắn và mắt nhỏ ti hí. Đuôi có màu nâu với đầu màu trắng, chúng di chuyển khá khẽ khàng yên ắng.